# Sivignon
Sivignon település Franciaországban, Saône-et-Loire megyében. Lakosainak száma 178 fő (2022. január 1.). Sivignon Chiddes, Trivy, Buffières, Curtil-sous-Buffières, Suin és Verosvres községekkel határos.

## Népesség
A település népessége az elmúlt években az alábbi módon változott:
| Lakosok száma | 166  | 168  | 173  | 166  | 169  | 173  | 176  | 178  | 178  |
|               | 2013 | 2015 | 2016 | 2017 | 2018 | 2019 | 2020 | 2021 | 2022 |